# Xaveco (programa de televisão)
Xaveco foi um programa de televisão brasileiro que estreou em 1997 e exibido aos domingos pelo SBT. Inicialmente foi apresentado por Silvio Santos. Em 1998, a atração foi apresentada por Celso Portiolli. Substituiu o programa Se Rolar, Rolou, que tinha formato semelhante e era apresentado por Silvio Santos.
O programa foi brevemente reprisado no primeiro semestre de 2004.
O cenário do programa lembrava uma danceteria e a todo instante eram tocadas músicas eletrônicas do gênero eurodance, que faziam sucesso na década de 1990. No começo e ao final de cada programa, os participantes dançavam ao som de músicas dance na pista de dança do Xaveco.
O programa retornou como quadro do Domingo Legal no dia 10 de março de 2019. Foi retirado do ar em março de 2020, em função da pandemia de Covid-19 que impôs limitações ao contato físico interpessoal. Um breve retorno do quadro chegou a ser anunciado em 2024 mas, o que foi levado ao ar foram apenas reprises da temporada 2019-2020 durante o período de férias de Celso Portiolli em janeiro de 2025.

## Formato
No programa, 50 homens são submetidos a um jogo de perguntas e respostas, com objetivo de conquistar uma mulher, enquanto que, em outro bloco, 50 mulheres tentavam conquistar um homem à procura de uma namorada.
Na primeira fase, é feita uma rodada eliminatória, através de perguntas e respostas que definem o perfil do homem ou da mulher ideal para namorar. Depois, entre aquele(a)s que ficam no programa, tentam conquistar a moça ou o rapaz através de uma cantada. O(a) autor(a) do melhor xaveco é escolhido(a) e se classificava para a fase final.
Em seguida, são realizadas provas eliminatórias individuais ou coletivas, de modo que apenas três participantes chegam à fase final.
Na última fase, que tem o nome de Cabeça com Cabeça, um jogo de perguntas onde as respostas devem ser iguais, decide quem é o(a) vencedor(a) e que fica com o (a) participante que está à procura de um(a) namorado(a).
Apenas no fim de cada bloco é que o casal se conhece pessoalmente e tem a chance de iniciar um namoro. Os participantes recebiam um prêmio de R$ 2 mil reais.

## Controvérsias
No dia 22 de setembro de 2019, uma brincadeira do quadro Xaveco, do Domingo Legal, gerou polêmica nas redes sociais. Celso Portiolli estava ajudando o jovem Guilherme a arrumar uma namorada e, para isso, as pretendentes deveriam passar roupa e a que melhor soubesse passar roupa seria classificada. De acordo com a produção do programa, a mãe de Guilherme deveria ajudar a escolher sua futura nora, e ainda disse que gostaria que o filho namorasse uma menina também para cuidar dele. A prova foi bastante criticada nas redes sociais por ser considerada machista. No entanto, Celso revelou em seu programa que ele mesmo passa as próprias roupas e ainda fez uma demonstração.